# Estação Château Rouge
Château Rouge é uma estação da Linha 4 do Metrô de Paris, localizada no 18.º arrondissement de Paris.

## Localização
A estação se situa sob o boulevard Barbès, ao nível da rue Custine e da rue Poulet.

## História
A estação está sob a place du Château-Rouge, no bairro de Château Rouge no qual leva o nome.
Em 2011, 6 798 017 passageiros entraram nesta estação. Foram 6 914 813 passageiros em 2012. Ela viu entrar 6 874 733 passageiros em 2013, o que o coloca na 46ª posição das estações de metrô por sua frequência
A estação, 45a do metropolitano parisiense em tráfego em 2011, vê passar mais de 1 000 passageiros por meia hora na tarde de sábado, por causa do mercado exótico da rue Poulet. Isso fez com que ambos os acessos fiquem cronicamente saturados e os usuários os considerando como insuficientes, reivindicando por um novo acesso por mais de dez anos. Importantes obras decorreram de julho de 2014 à julho de 2017, a fim de alargar a sala de transferência e de criar um terceiro acesso, por um custo estimado de 10 milhões de euros. Por outro lado, estas obras não tornaram a estação acessível a pessoas com mobilidade reduzida (PMR) por razões de custo. Eles necessitariam um fechamento da estação de 20 de maio de 2016 a 31 de julho de 2017, que também permitiu que as plataformas fossem renovadas como parte da preparação para a automatização da linha 4
A estação reabriu na terça-feira 1 de agosto de 2017. A estação renovada, com uma sala de bilheteira mais espaçosa do que na sua configuração anterior — passando de 40 a 170 m2 —, dispõe de um balcão central, cinco máquinas de autoatendimento e um segundo acesso situado na rue Custine. A superfície da estrada também foi renovada. Um afresco gigante composto de duzentas telhas de arenito intituladas Célébrations, do artista plástico camaronês Barthélémy Toguo, foi inaugurado em 17 de outubro de 2017. O trabalho representa a vegetação e as árvores que escapam dos rostos. A cor azul da pintura foi desenvolvida pela Manufacture nationale de Sèvres que se encarregou da produção: "Eu me inspirei na imagem do bairro, um bairro cosmopolita que conheço bem por ter morado lá, explica Barthélemy Toguo. Eu queria reproduzir a ideia que eu guardava. Esta é a imagem que eu sonho para Paris: múltipla e multicolorida"
Depois de janeiro de 2019, as plataformas da estação foram inteiramente equipadas com portas de plataforma, como parte da automatização da linha 4.

## Serviços aos passageiros

### Acessos
A estação possui três acessos:
- um acesso principal face ao 48, place du Château-Rouge;
- um segundo acesso principal, rue Custine;
- um terceiro acesso servindo apenas a saída, de frente para o 42, boulevard Barbès, constituído de uma única escada rolante depois da plataforma da do metrô direção Porte de Clignancourt.

### Intermodalidade
A estação é servida pelas linhas 31 e 56 da rede de ônibus RATP, bem como pelas linhas N14 e N44 da rede Noctilien.